# Марти (Јужна Дакота)
Марти (енгл. Marty) насељено је место без административног статуса у америчкој савезној држави Јужна Дакота.

## Демографија
По попису из 2010. године број становника је 402, што је 19 (-4,5%) становника мање него 2000. године.
| Група             | 2000.     | 2010.     |
| Белци             | 19 (4,5%) | 13 (3,2%) |
| Афроамериканци    | 1 (0,2%)  | 0 (0,0%)  |
| Азијати           | 0 (0,0%)  | 0 (0,0%)  |
| Хиспаноамериканци | 34 (8,1%) | 2 (0,5%)  |
| Укупно            | 421       | 402       |